# Dizi jezik
Dizi jezik (maji, dizi-maji, sizi, twoyu; ISO 639-3: mdx), sjevernoomotski jezik uže skupine dizoid, kojim govori oko 21 000 ljudi (1998 census) u etiopskoj regiji Kafa (woreda Dizi), u blizini grada Maji.
Jezik naroda Dizi srodan je jezicima nayi i sheko.

## Glasovi (fonemi)
30: b "d "t "t' "ts' g k k' 4 dZ tS tS' B f "z "s S Z m "n w "l "rr j h i "e a "o u

## Vanjske poveznice
- Ethnologue (14th)
- Ethnologue (15th)